# Yael Arad
Yael Arad (n. 1 mai 1967, Tel Aviv, Israel) este o sportivă ce a reprezentat Israel, medaliată olimpică. A participat la două ediții ale Jocurilor Olimpice (1992, 1996) în care a câștigat două medalii de argint.